# D’Arros
D’Arros (również Daros, fr. Île D’Arros, ang. D’Arros Island) – trzecia pod względem wielkości wyspa w Amirantach, w grupie Wysp Zewnętrznych na Seszelach. Leży 2 km na północny zachód od atolu Saint Joseph, ale stanowi oddzielny element geograficzny; od atolu oddzielona jest kanałem o szerokości 1,1 km i głębokości 60–62 m.
Wyspa ma kształt owalny; jest to wystająca, piaskowa rafa koralowa o długości 2 km i szerokości 990 m oraz ok. 3 m wysokości. Powierzchnia lądu wynosi ok. 1,5 km². Większość wyspy przykryta jest roślinnością. Drzewa to głównie palmy orzecha kokosowego, które osiągają wysokość 27 m, oraz rzewnia Casuarina equisetifolia. W 1965 roku sprowadzono z wyspy Cousin pięć wikłaczy seszelskich (Foudia sechellarum), małych, żółtawych ptaków śpiewających. Ich populacja wzrosła do kilkuset.
Wyspa nosi imię barona D’Arros, komendanta marynarki na Mauritiusie.
Na wyspie znajduje się prywatny port lotniczy z trawiastym pasem startowym o długości 1000 m.